# (29137) Alanboss
(29137) Alanboss (1987 UY1) – planetoida z pasa głównego asteroid okrążająca Słońce w ciągu 3,47 lat w średniej odległości 2,29 j.a. Odkryta 18 października 1987 roku.